# راسموس پالودان
راسموس پالودان (زادهٔ ۲ ژانویه ۱۹۸۲)  یک وکیل و سیاستمدار  راست افراطی دانمارکی-سوئدی است. او رهبر حزب سیاسی راست افراطی دانمارکی Stram Kurs (به معنی "مسیر مستقیم" یا "خط سخت")  است که او در سال ۲۰۱۷ تأسیس کرده است. پالودان چندین رویداد برگزار کرده است که در آن قرآن سوزانده شد که منجر به اعتراضات متقابل شد که برخی از آنها با خشونت و آتش زدن خودروها از سوی مخالفان سوزاندن قرآن روبرو شد.

## خانواده، تحصیلات و شغل اولیه
پالودان برادر بزرگتر تین پالودان (شاعر) و مارتین پالودان (نویسنده) است.  پالودان خود سابقه مهاجرت دارد زیرا پدرش توماس پولوال روزنامه نگار سوئدی  است. بعلاوه او در برخی مواقع در سوئد زندگی کرده است که به گفته او حق شهروندی سوئدی را به او می دهد.  در اکتبر ۲۰۲۰ پالودان به طور رسمی توسط مقامات رسمی شهروند سوئدی اعلام شد زیرا پدرش سوئدی است. 

## حوادث مربوط به قرآن
در آوریل ۲۰۱۹، پالودان تظاهراتی را در ویبورگ دانمارک برگزار کرد که با حضور حدود ۱۰۰ معترض  منجر به هرج و مرج شد. سه نفر دستگیر شدند و در ژوئن ۲۰۱۹، یک جوان ۲۴ ساله سوریه‌ای در دانمارک به دلیل پرتاب سنگ به پالودان به ۶۰ روز زندان محکوم شد. این فرد متخلف همچنین قرار بود پس از این مدت زندان، از دانمارک اخراج شود و به مدت شش سال از بازگشت به این کشور محروم  باشد. 
در رابطه با برنامه‌ریزی آتش‌سوزی قرآن در مالمو در آگوست ۲۰۲۰، پالودان به مدت دو سال از ورود به سوئد منع شد  اما در اکتبر به دلیل تابعیت پدرش تابعیت سوئدی به او اعطا شد. 
در آوریل ۲۰۲۲ پالودان دوباره چندین تظاهرات را در شهرهای بزرگ سوئد سازماندهی و اعلام کرد. در برخی موارد او قرآن را سوزاند و در برخی موارد گفت که قرآن را خواهد سوزاند. این امر به شورش معترضان به قرآن‌سوزی از جمله تخریب اموال خصوصی و عمومی و حمله به پلیس توسط معترضان منجر شد.   در آستانه تظاهرات او نیز شورش هایی در گرفت. 
در ۲۱ ژانویه ۲۰۲۳ پالودان در تظاهرات کوچکی شرکت کرد که توسط چانگ فریک، روزنامه‌نگار طرفدار کرملین  در مقابل سفارت ترکیه در استکهلم برپا شده بود. در این تجمع او قرآن را با فندک آتش زد. این موضوع باعث اعتراض شدید ترکیه شد و پیامدهایی در مورد پیوستن سوئد به ناتو از سوی ترکیه ایجاد کرد.  

## حضور در دادگاه
- در سال ۲۰۱۹، دادگاه دانمارک پالودان را به اتهام نژادپرستی مجرم شناخته و به حبس تعلیقی محکوم شد. [۱۹]
- در سال ۲۰۲۰، یک دادگاه دانمارکی، پالودان را به دلیل تعدادی از جرایم، از جمله نژادپرستی، به مدت یک ماه زندانی کرد، که او درخواست تجدید نظر داد. [۱۹]
- در سال ۲۰۲۱، دادگاه تجدیدنظر دانمارک، پالودان را به نژادپرستی و افترا متهم کرد. حکم وی به تعلیق تبدیل شد. [۲۰] [۲۱]